# Michael Rich
Michael Rich (Friburgo in Brisgovia, 23 settembre 1969) è un ex ciclista su strada tedesco.
Professionista dal 1997 al 2006, è stato uno specialista delle prove a cronometro. Nel 1992 fu medaglia d'oro olimpica nella cronometro a squadre ai Giochi della XXV Olimpiade.

## Carriera
Nella categoria dilettanti è uno degli elementi della squadra tedesca (fino al 1990 tedesco occidentale) che in cinque anni, tra 1990 e 1994, vince due medaglie d'argento e due di bronzo nella specialità della cronometro a squadre ai campionati del mondo su strada, e soprattutto l'oro olimpico ai Giochi di Barcellona 1992 nella cronometro a squadre.
Passa professionista nel 1997 con la squadra sammarinese Saeco, ottenendo vittorie in piccole corse a tappe. Nel 1999 si trasferisce alla Gerolsteiner; nel 2000 vince il primo di quattro campionati tedeschi a cronometro (si ripeterà infatti nel 2003, nel 2004 e nel 2005) e si classifica secondo nella prova contro il tempo ai mondiali di Plouay, preceduto dal solo Serhij Hončar.
Negli anni seguenti fa suo per tre volte il Giro di Baviera; nella prova iridata individuale a cronometro sale 4 volte sul podio, risultando tuttora il ciclista più medagliato nella crono mondiale dopo Fabian Cancellara: argento nel 2000, nel 2002 e nel 2004, e bronzo nel 2003.
Conclude la carriera al termine della stagione 2006 dopo essersi aggiudicato una quarantina di corse ma senza essere mai riuscito a vincere un campionato del mondo.

## Palmarès
- 1989 (dilettante)

12ª tappa Giro della Bassa Sassonia
- 1992 (dilettante)

Giochi olimpici, Cronometro a squadre (con Dittert, Meyer e Peschel)
- 1994

Classifica generale Rapport Toer
3ª tappa Corsa della Pace
4ª tappa Regio-Tour
- 1996

1ª tappa Rapport Toer
8ª tappa Rapport Toer
- 1999

5ª tappa Rapport Toer
7ª tappa Rapport Toer
10ª tappa Rapport Toer
Classifica generale Rapport Toer
4ª tappa Regio-Tour
10ª tappa Tour Trans Canada
- 2000

Campionati tedeschi, Prova a cronometro
2ª tappa Giro di Baviera
1ª tappa Tour de la Somme
Classifica generale Tour de la Somme
Grand Prix EnBW (cronocoppie con Torsten Schmidt)
- 2001

Prologo Giro della Bassa Sassonia
- 2002

4ª tappa, 2ª semitappa Giro della Bassa Sassonia
2ª tappa, 2ª semitappa Giro di Baviera
Classifica generale Giro di Baviera
4ª tappa Giro di Germania
Karlsruhe Versicherungs Grand Prix (con Uwe Peschel)
4ª tappa Tour du Poitou-Charentes
Chrono des Herbiers
- 2003

Campionati tedeschi, Prova a cronometro
1ª tappa Giro della Bassa Sassonia
2ª tappa Giro di Baviera
Classifica generale Giro di Baviera
Karlsruhe Versicherungs Grand Prix (con Sebastian Lang)
Grand Prix Eddy Merckx (con Uwe Peschel)
Grand Prix des Nations
Chrono des Herbiers
- 2004

Campionati tedeschi, Prova a cronometro
3ª tappa Giro di Baviera
1ª tappa Giro di Germania
4ª tappa Hessen-Rundfahrt
Grand Prix des Nations
- 2005

Campionati tedeschi, Prova a cronometro
5ª tappa Rheinland-Pfalz-Rundfahrt
Classifica generale Rheinland-Pfalz-Rundfahrt
Classifica generale Giro di Baviera
2ª tappa Ster Elektrotoer

## Piazzamenti

### Grandi giri
- Tour de France

2003: ritirato
2005: 130º
- Vuelta a España

1998: 92º

### Classiche
- Parigi-Roubaix

1998: 14º
1999: 66º
2004: 73º

### Competizioni mondiali
- Campionati del mondo

Utsunomiya 1990 - Cronosquadre: 3º
Stoccarda 1991 - Cronosquadre: 2º
Oslo 1993 - Cronosquadre: 2º
Catania 1994 - Cronometro Elite: 10º
Palermo 1994 - Cronosquadre: 3º
Lugano 1996 - Cronometro Elite: 12º
Plouay 2000 - Cronometro Elite: 2º
Zolder 2002 - Cronometro Elite: 2º
Hamilton 2003 - Cronometro Elite: 3º
Verona 2004 - Cronometro Elite: 2º
Madrid 2005 - Cronometro Elite: 15º
- Giochi olimpici

Barcellona 1992 - Cronosquadre: vincitore
Atlanta 1996 - In linea: ritirato
Atlanta 1996 - Cronometro: 10º
Atene 2004 - In linea: ritirato
Atene 2004 - Cronometro: 5º